# Шербешть (Вранча)
Шербешть, Шербешті (рум. Șerbești) — село у повіті Вранча в Румунії. Входить до складу комуни Відра.
Село розташоване на відстані 178 км на північ від Бухареста, 30 км на північний захід від Фокшан, 145 км на південь від Ясс, 99 км на північний захід від Галаца, 109 км на схід від Брашова.

## Населення
За даними перепису населення 2002 року у селі проживали 634 особи, з них 633 особи (99,8%) румунів. Рідною мовою 633 особи (99,8%) назвали румунську.